# Dom João II
Dom João II je perspektivní víceúčelová podpůrná loď portugalského námořnictva objednaná roku 2023 u nizozemské loděnice Damen Group. Mezi její úkoly patří oceánografický výzkum, pomoc při živelních pohromách, námořní bezpečnost, nebo mise SAR. Koncepčně je Dom João II mateřskou lodí pro letecké, hladinové a podmořské drony. Dodání plavidla je plánováno na rok 2026.

## Stavba
V listopadu 2023 portugalské námořnictvo informovalo o objednávce víceúčelové podpůrné lodi od nizozemské loděnice Damen Group. Kontrakt zahrnuje návrh, stavbu a vystrojení plavidla. Stavba je financována Evropskou unií v rámci balíčku na podporu hospodářské obnovy členských států EU postižených pandemií Covid-19 (NextGenerationEU). Plavidlo má označení MPSS 7000. Stavbu platformy zajistila pobočka loděnice Damen v rumunském Galați. Slavnostní první řezání oceli a zároveň založení kýlu proběhlo 3. října 2024. Mimo jiné byl přítomen portugalský ministr obrany Nuno Melo a velitel námořnictva admirál Gouveia e Melo.

## Konstrukce
Plavidlo bude vybaveno laboratořemi a ubikacemi pro vědecký personál. Nákladní paluba o ploše 650 m2 pojme až dvanáct dvacetistopých standardizovaných kontejnerů se speciálním vybavením (palubní nemocnice, přetlaková komora apod.). Bude vybaveno letovou palubou (rozměry 94×11 metrů) s ostrovem na pravoboku a hangárem pro operace vrtulníků a dronů. Na zádi bude rampa pro vypouštění hladinových a podhladinových dronů.
Pohonný systém tvoří dva diesely MAN 12V175D-MEM, každý o výkonu 2414 hp, a dva diesely MAN 16V175D-MEM, každý o výkonu 3218 hp, pohánějící dva propulsory s pevnými lopatkami EcoPeller SRE 560. V přídi se nachází dokormidlovací zařízení TransverseThruster STT 3 FP.